# Mariana Díaz Leal
Mariana Díaz Leal Arrillaga (Querétaro, 29 de mayo de 1990) es una futbolista mexicana que juega de delantera en el Querétaro Fútbol Club Femenil, de la Primera División Femenil de México.

## Selección nacional
Díaz Leal fue convocada por la selección femenina de México para sesiones de entrenamiento en octubre de 2015.